# Església de Sant Bartomeu de Benicarló
L'església de Sant Bartomeu de Benicarló, d'estil barroc, és un temple catòlic situat al centre de la població i seu d'una parròquia del bisbat de Tortosa. Ha sigut qualificada com a Bé de Rellevància Local amb la categoria de Monument d'Interés Local.

## Història
Abans del temple actual i en el mateix lloc hi havia un altre del qual poques coses se saben. En 1392 es concedix una llicència al Consell Municipal per poder ampliar el campanar. En 1473 el pintor valencià Pere Cabanes signa un contracte per realitzar un retaule per a l'església. I entre 1619 i 1633 es fan obres d'ampliació.

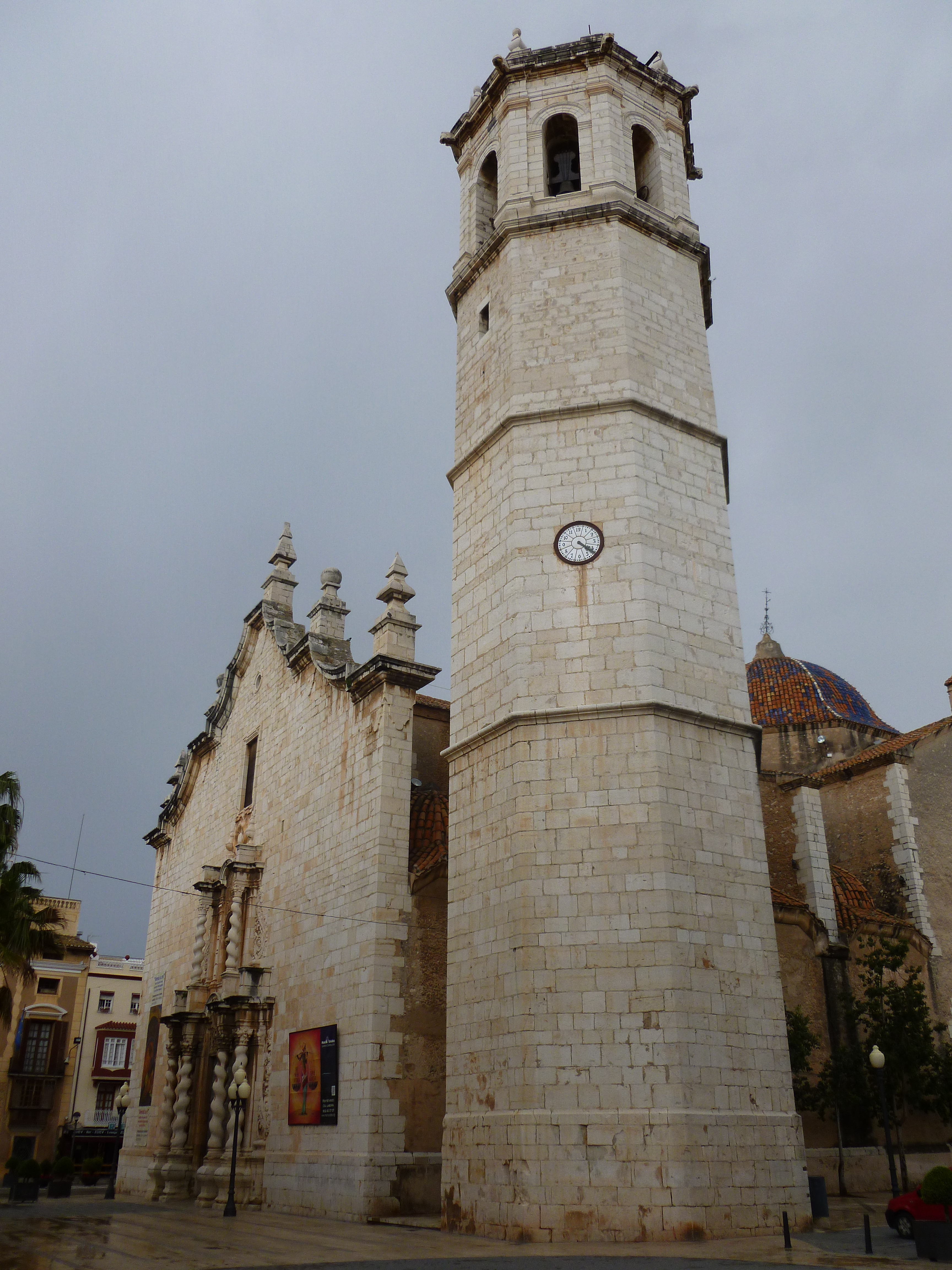
Campanar.

L'actual temple es va iniciar el 25 de maig de 1724 i es va concloure el 9 d'octubre de 1743, tot i que el retaule de l'altar major no es va acabar fins al 1818. Sense dades de l'arquitecte, els mestres d'obra foren Gaspar Castaruelles i Vicent Carbó. De tota manera, algunes característiques del temple permeten incloure la possibilitat que les obres van ser iniciades a finals del segle xvii, i que després d'una aturada de les obres provocada per la Guerra de Successió, van ser continuades en 1724.
Durant la Primera Guerra Carlina es va convertir en el principal baluard de la ciutat i va quedar afectada en la coberta i en el murs laterals, i es van refer els desperfectes gràcies a la iniciativa municipal. I en la guerra civil es va cremar tot el mobiliari interior.
Durant 2013 ha estat restaurant-se l'església, amb motiu d'estar designada una de les seus de l'exposició anomenada «Pulchra Magistri. L'espendor del Maestrat». Esta exposició s'ha celebrat entre desembre de 2013 i novembre de 2014, i ha sigut promoguda per la Fundació «La Llum de les Imatges». La restauració a l'exterior ha consistit a reparar les cobertes i tornar a col·locar les arestes en blanc de la cúpula central, la neteja de façanes, consolidació dels carreus i dovelles moguts, i la recuperació del fals encoixinat de la portada de la capella de la Comunió, i una nova il·luminació del monument; mentres que a l'interior s'ha retornat a la decoració original, on predominava el blanc, s'han restaurat les petxines del creuer i de les capelles laterals i el púlpit.

## Arquitectura

### Estructura
És un temple rectangular amb una àmplia nau, creuer i capçalera plana, i quatre capelles en cada lateral amb cúpula i llanternó entre els contraforts, els quals estan oberts, formant un pas que sembla una nau lateral. El sistema de cobertes és de volta de canó amb llunetes, en la nau i els braços del transsepte, i de volta bufada —exemple quasi únic en les nostres contrades— en el presbiteri. Corona el creuer una cúpula sobre petxines sense tambor ni llanternó.
L'espai interior s'articula mitjançant pilastres d'ordre compost, amb un entaulament desestructurat. La cornisa envolta tota la nau amb decoració de dentells en la part inferior, però l'arquitrau està trencat, sense continuïtat en el seu traçat. Per la destrucció dels elements interiors, només es conserven les pintures de les petxines de la cúpula major, de poca qualitat, pintades en 1845 per José María Gombau, i unes rosetes en els arcs i uns pocs motius de rocalla d'escaiola.
Totes les capelles i l'altar major són obres del segle xx. L'altar major està inspirat en el que es va construir en 1818, presidit per una imatge de Sant Bartomeu, de l'escultor Agustín Ballester Besalduch, obra de formes correctes i excel·lent policromia.

### Façanes

#### Portada principal
En la façana principal, als peus del temple, un gran frontis rematat per un perfil mixtilini coronat per cinc pinacles o flams, emmarca una portalada de dos cossos. L'inferior, l'obertura d'arc de llinda està emmarcada per quatre columnes salomòniques exemptes sobre pedestals curvilinis i capitells corintis, i en els intercolumnis, unes inusuals gerres. El superior, amb quatre podis seguint la línia de les columnes inferiors, on els interiors suporten dues columnes salomòniques amb capitell corinti, i en el seu interior, una fornícula amb una estàtua del sant titular emmarcada per pilastres. El remat de cada cos és una cornisa mixtilínia, corbada en la part central, i amb podis buits als extrems, que abans de 1936 estaven ocupats per sengles estàtues, en el primer pis, els sants Abdó i Senén, i al segon, sant Gregori i la Verge. Per damunt, un finestral allargat dona llum a la nau.

#### Portada lateral
En la façana lateral que dona al creuer, en el costat de l'Epístola, una porta amb arc de mig punt flanquejada per dos pilastres adossades i un entaulament classicista, i en el cos superior una fornícula amb una estàtua de la Immaculada Concepció rematada per un arc segmentat. Esta portada podria ser del temple anterior.

### Torre Campanar
Torre exempta, de planta octogonal, amb tres cordons que separen els quatre cossos. Els tres primers cossos massissos excepte les troneres que donen llum a l'escala de cargol i la petita porta d'ingrés. El cos superior, el de les campanes, amb arcades allargades de mig punt.

### Capella de la Comunió
La capella de la Comunió, construïda amb posterioritat, en la segona meitat del segle xviii, forma un cos independent, adossada lateralment a la capçalera, en el costat de l'Epístola, i es pot comunicar per dins, pel creuer, o per fora, formant una portada barroca, rematada per un frontis corbat tallat. Està coberta per una cúpula sense llanternó.

## Galeria d'imatges

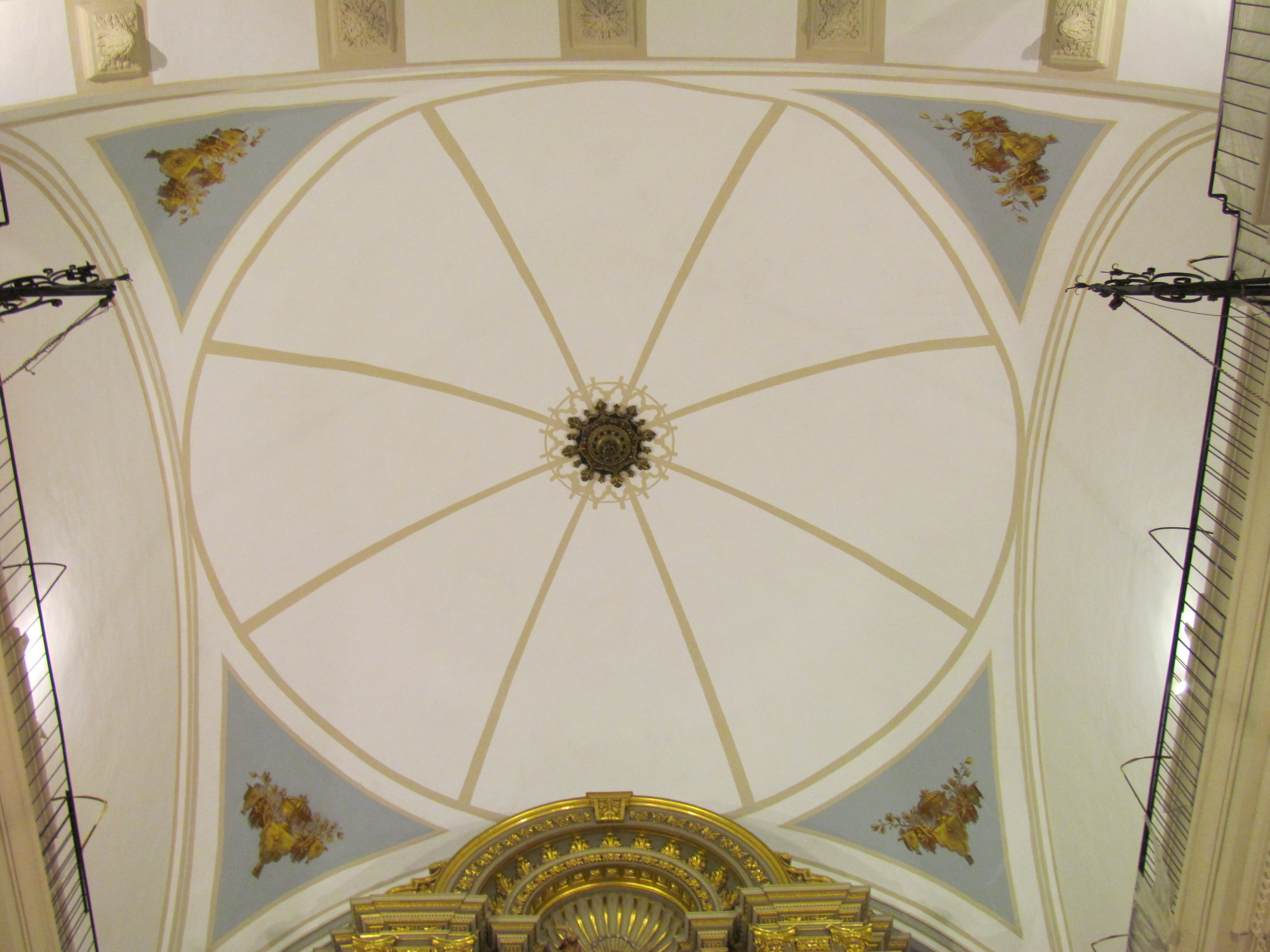
Volta del presbiteri
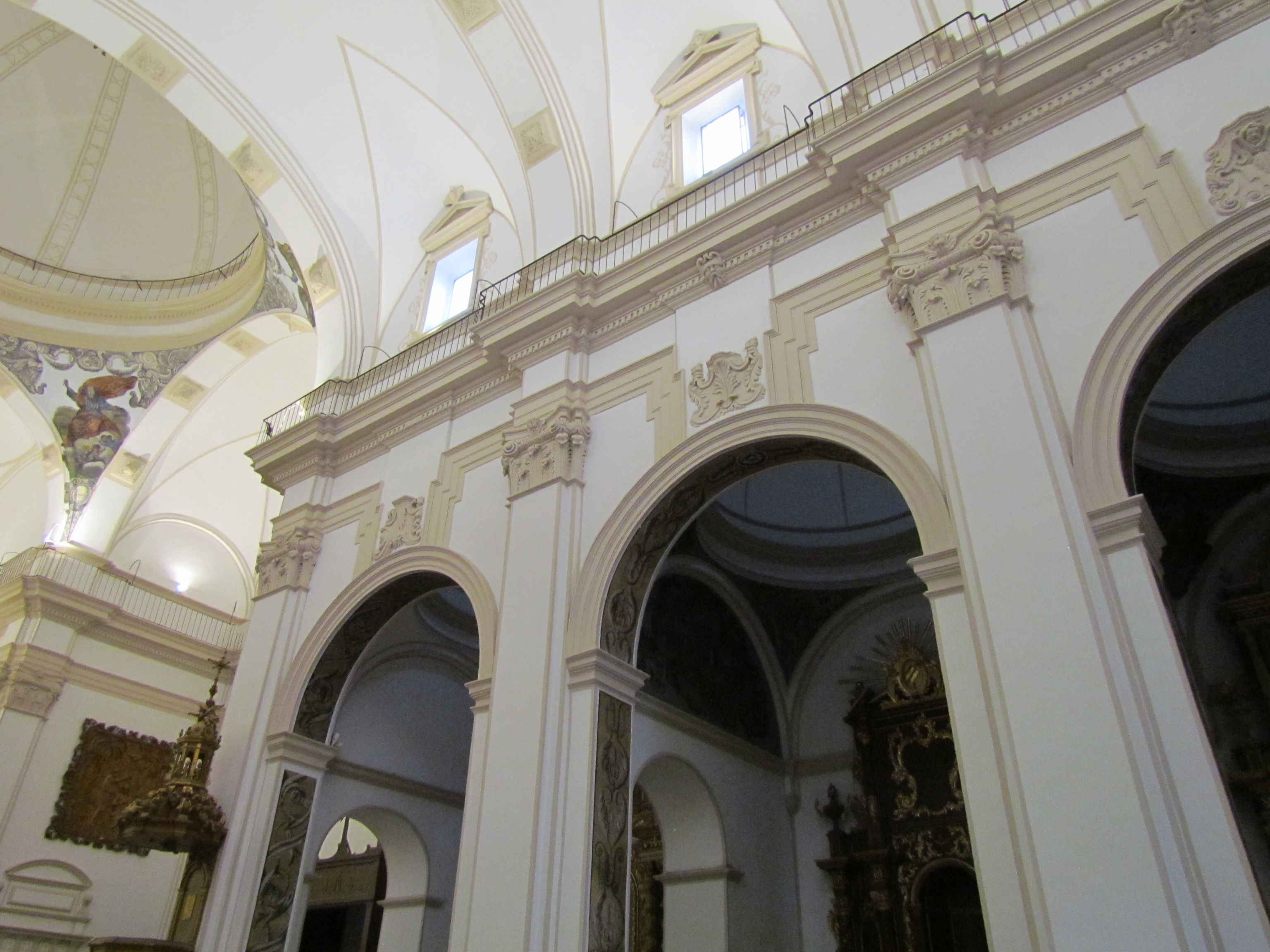
Entaulament i capelles laterals
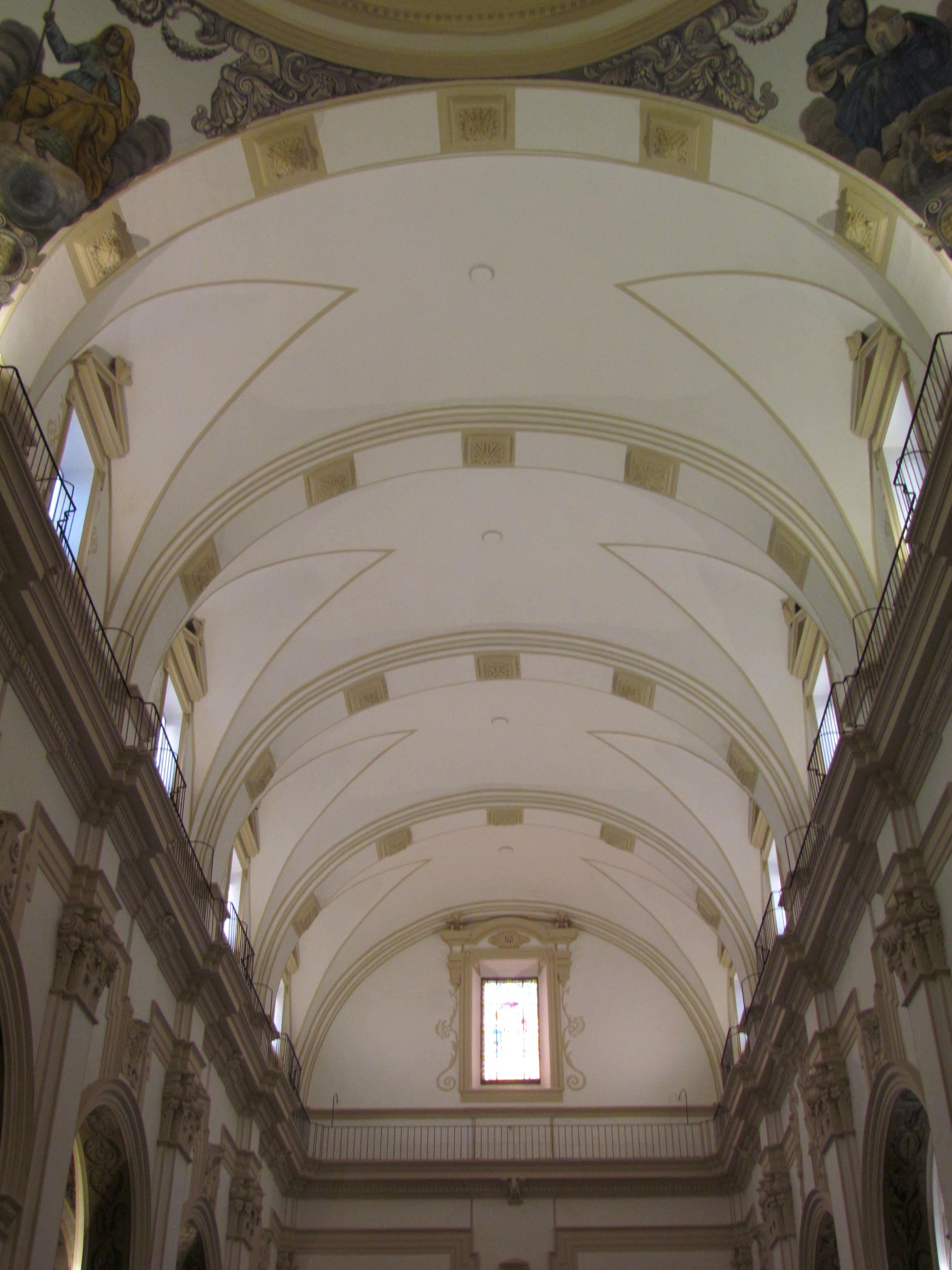
Volta de la nau central

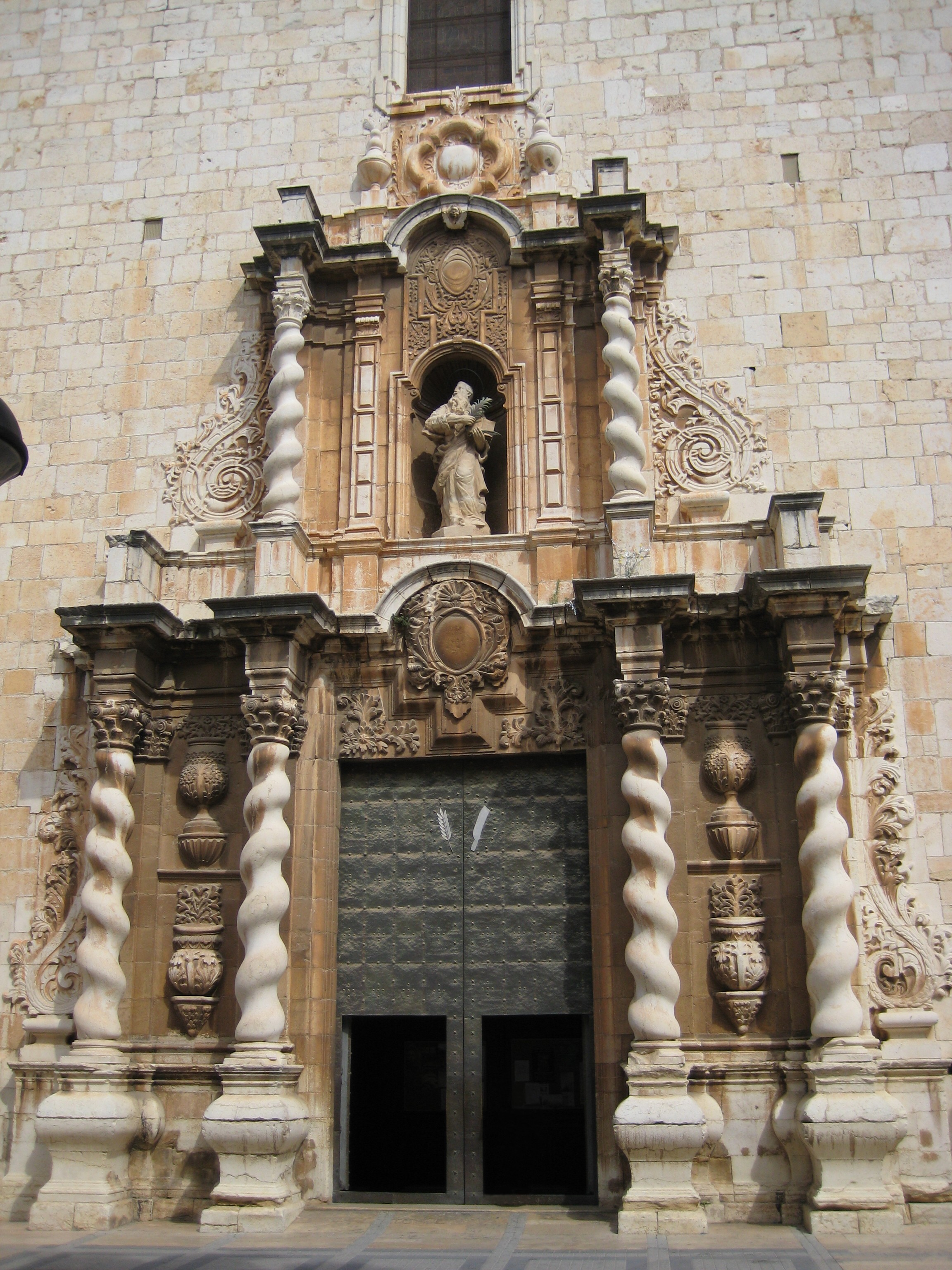
Portada principal
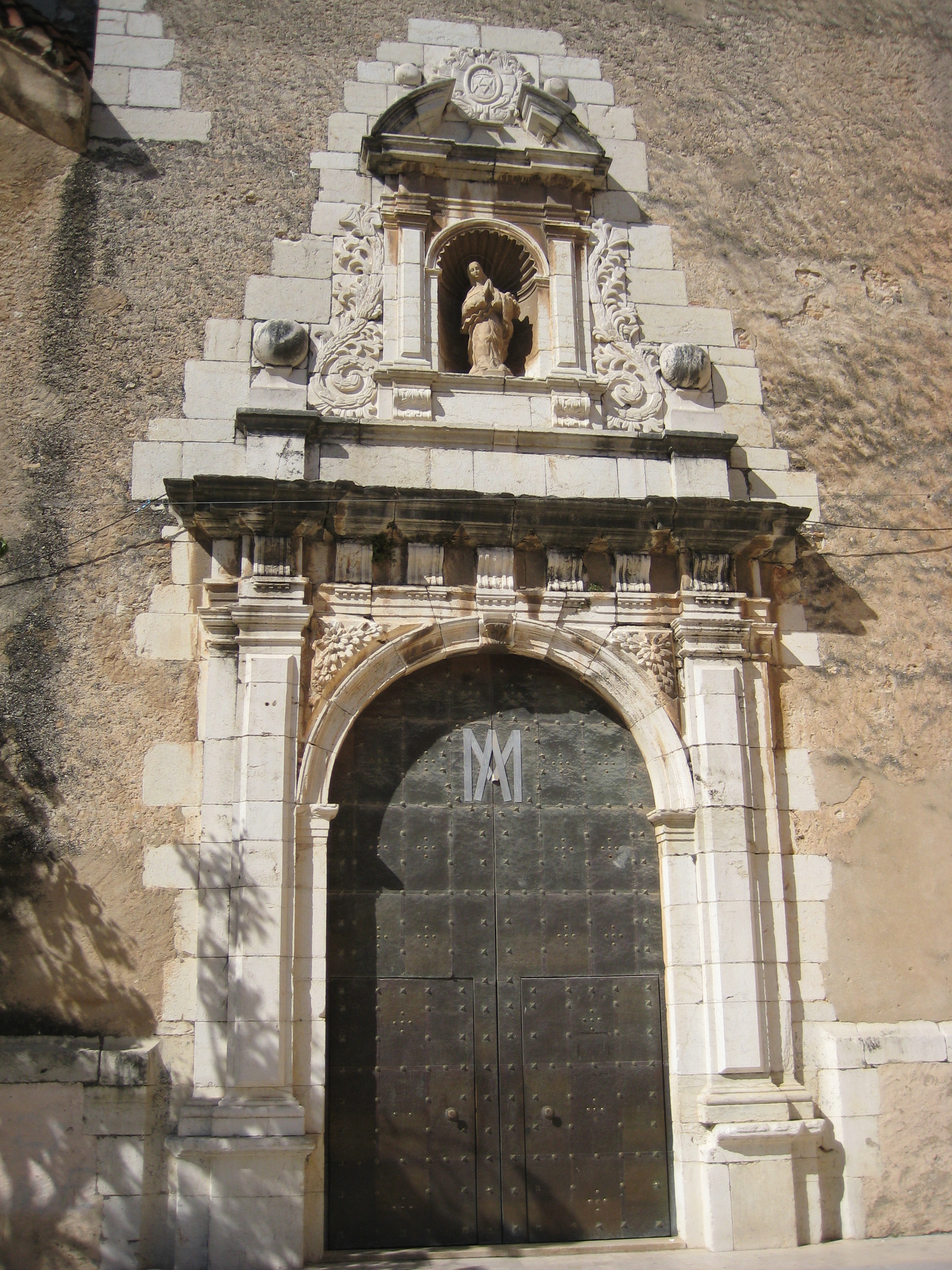
Portada lateral
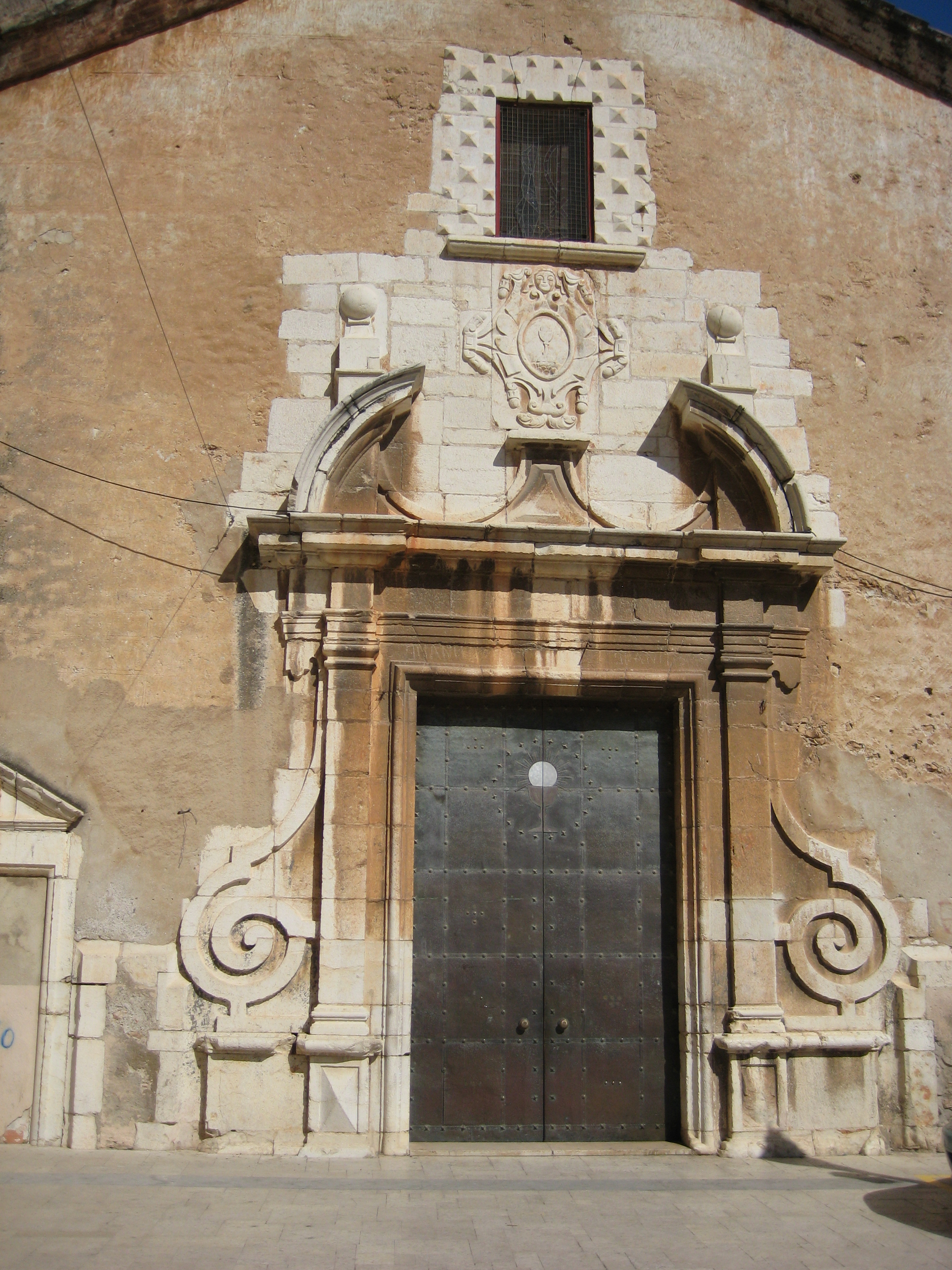
Portada de la capella de la Comunió